# Lauren Graham
Lauren Helen Graham (ur. 16 marca 1967) – nominowana do Złotego Globu, amerykańska aktorka.
Znana głównie z roli Lorelai Gilmore w serialu Kochane kłopoty.

## Życiorys
Lauren Helen Graham urodziła się w Honolulu na Hawajach w rodzinie o irlandzkim pochodzeniu. Kiedy miała pięć lat jej rodzice się rozwiedli, a Lauren, wraz z ojcem Lawrancem, przeniosła się do Waszyngtonu, gdzie pan Graham rozpoczął pracę w Kongresie Stanów Zjednoczonych. W dzieciństwie Lauren wiele podróżowała, co wiązało się głównie z zobowiązaniami zawodowymi ojca, który obecnie obejmuje funkcję prezesa fabryki czekolady.
Swoje zainteresowanie aktorstwem Graham ujawniła już w szkole podstawowej, a swój talent rozwijała w późniejszym czasie w liceum Langley w Wirginii. Z czasem udzielała się w lokalnym teatrze i innych mniejszych przedsięwzięciach. W roku 1990 Lauren ukończyła Barnard College z licencjatem z języka angielskiego, po czym wyjechała do Teksasu, gdzie w 1992 roku uzyskała magistra Uniwersytetu Southern Methodist.

### Kariera
Tuż po ukończeniu studiów, Graham przeniosła się do Nowego Jorku, gdzie pracowała jako kelnerka i początkująca aktorka. W roku 1995 wyjechała do Hollywood.

### Życie osobiste
Lauren Graham mieszka we wschodniej części Hollywood. Była związana z aktorami Matthew Perrym, Peterem Krause, Tatem Donovanem, Jamesem Mastersem i Markiem Blucasem. Dwaj ostatni znani są głównie z występów w kultowym serialu Buffy postrach wampirów.

## Wybrana filmografia
| Rok       | Tytuł                        | Rola                      | dodatkowe informacje |
| --------- | ---------------------------- | ------------------------- | -------------------- |
| 1995–1996 | Karolina w mieście           | Shelly                    | gościnnie            |
| 1996      | Good Company                 | Liz Gibson                |                      |
| 1996      | Townies                      | Denise Garibaldi Callahan |                      |
| 1996      | Lush Life                    | Sandra „Sandy” Sanders    | gościnnie            |
| 1997      | Straż nocna                  | Marie                     |                      |
| 1997      | Prawo i porządek             | Lisa Lundquist            | gościnnie            |
| 1997      | NewsRadio                    | Andrea                    | gościnnie            |
| 1998      | Confessions of a Sexist Pig  | Tracy                     |                      |
| 1998      | Jedyna prawdziwa rzecz       | Jules                     |                      |
| 1998      | Conrad Bloom                 | Molly Davenport           |                      |
| 1999      | Dill Scallion                | Kristie Sue               |                      |
| 2000      | M.Y.O.B.                     | Opal Marie Brown          |                      |
| 2000–2007 | Kochane kłopoty              | Lorelai Gilmore           |                      |
| 2001      | Słodki listopad              | Angelica                  |                      |
| 2001      | W pogoni za przeznaczeniem   | Jessy James               |                      |
| 2003      | Zły Mikołaj                  | Sue                       |                      |
| 2004      | Seeing Other People          | Claire                    |                      |
| 2005      | The Life Coach               | dr Sue Pegasus            |                      |
| 2005      | Lucky 13                     | Abbey                     |                      |
| 2005      | The Moguls                   | Peggy                     |                      |
| 2005      | Pacyfikator                  | dyrektor Claire Fletcher  |                      |
| 2005      | Gnome                        | Amanda                    |                      |
| 2007      | A właśnie, że tak!           | Maggie                    |                      |
| 2007      | Evan Wszechmogący            | Joan, żona Evana          |                      |
| 2008      | Birds of America             | Betty Tanager             |                      |
| 2008      | Flash of Genius              | Phyllis Kearns            |                      |
| 2010      | Całkiem zabawna historia     | Lynn Gilner               |                      |
| 2016      | Kochane kłopoty. Rok z życia | Lorelai Gilmore           |                      |

## Nagrody
- Złoty Glob

| Rok  | Kategoria                                                      | Rezultat  |
| ---- | -------------------------------------------------------------- | --------- |
| 2002 | Najlepsza aktorka w serialu dramatycznym – za: Kochane kłopoty | Nominacja |

- People’s Choice Award

| Rok  | Kategoria                    | Rezultat  |
| ---- | ---------------------------- | --------- |
| 2005 | Ulubiona aktorka telewizyjna | Nominacja |

- Satellite Awards

| Rok  | Kategoria                                                                     | Rezultat  |
| ---- | ----------------------------------------------------------------------------- | --------- |
| 2005 | Wyróżniająca się aktorka w serialu, komedii lub musicalu za "Kochane kłopoty" | Nominacja |

- Screen Actors Guild Awards

| Rok  | Kategoria                                                              | Rezultat  |
| ---- | ---------------------------------------------------------------------- | --------- |
| 2001 | Wyróżniająca się aktorka w serialu dramatycznym za: "Kochane kłopoty"  | Nominacja |
| 2002 | Wyróżniająca się aktorka w serialu dramatycznym za: "Kochane kłopoty"" | Nominacja |